# Xolmis salinarum
Xolmis salinarum là một loài chim trong họ Tyrannidae.